# 2015年伊斯兰国杀害利比亚境内基督教移民
2015年4月19日，伊斯兰国利比亚省发布了一段影片，影片中显示两群基督徒移民工人遭到枪击和斩首，这两群人被关押在相距数百英里的不同地点。一群大约12名俘虏被关押在利比亚东部海岸，另一群大约16名俘虏被关押在沙漠中。影片中伊斯兰国人员威胁要杀死不皈依伊斯兰教或不缴纳吉兹亚税的基督徒。视频中显示的约30名受害者中，大多数是埃塞俄比亚人，但至少有7人来自厄立特里亚。伊斯兰国称受害者为埃塞俄比亚正统合性教会的成员。

## 背景
伊斯兰国是伊斯兰主义激进组织，前身为伊拉克基地组织。该组织自称哈里发国，并在2015年控制了伊拉克和叙利亚三分之一的领土。2014年8月，伊斯兰国在伊拉克北部发起攻势，迫使数千名尼尼微平原的基督徒远走他乡躲避战乱。除了基督徒外，伊斯兰国还对雅兹迪展开种族清洗，导致数千人死于大饥荒、奴役和屠杀。除此之外，伊斯兰国摧毁了伊拉克境内的亚述、什叶派和基督教的文化遗产。穆阿迈尔·卡扎菲被杀后，伊斯兰国趁着局势混乱在利比亚站稳脚跟，并在之后多次声称对利比亚境内的外国人袭击负责，如2015年科林西亚酒店袭击。
伊斯兰国通过社交媒体招募世界各地的穆斯林。其宣传影片主要以杀害俘虏为主，如对约旦空军飞行员米那·萨菲·优素福·卡萨斯贝实施火刑和斩首美国记者詹姆斯·佛利。2015年2月，伊斯兰国发布一段影片，影片内容是杀害在利比亚的21名埃及科普特基督徒，此举引发埃及报复性空袭。

## 影片
这段影片时长29分钟，标题为「直到他们获得确凿证据」。2015年4月19日，这段影片发布在伊斯兰国相关网站与社交媒体账号，并带有该组织的媒体分支机构标志。 《时代杂志》评价其具有动作片的剪辑手法和令人震惊的象征意义，与该组织其他宣传影片风格如出一辙。
影片前25分钟的内容据称是在伊拉克和叙利亚拍摄，讲述了基督徒与穆斯林的关系。影片由伊斯兰国神职人员谢赫阿布·马利克·阿纳斯·纳什万配音，录音地点可能是在叙利亚北部。在查阅《古兰经》的耶稣画像后，纳什万简单地介绍了新教、天主教和东正教的形成。随后，影片切换到历史剧画面。在画面中，一群中世纪穆斯林战士在进攻城堡，然后画面切换成伊斯兰国领导人阿布·贝克尔·巴格达迪攀登努尔大清真寺的敏拜尔场景。纳什万还谴责三位一体是叛教行为，并要求信仰基督教的异教徒缴纳吉兹亚，否则将被处死。他表示叙利亚拉卡的基督徒居民虽不愿皈依伊斯兰教，但缴纳了吉兹亚。在一段采访影片中，居住在伊斯兰国控制下的阿勒颇和拉卡的基督徒表示自己生活安全。纳什万将驱逐伊拉克基督徒的行为狡辩成慈悲，并声称他们拒绝缴纳吉兹亚或与伊斯兰国谈判。
之后，影片切换成伊斯兰国武装份子摧毁教堂、墓碑和其他基督教象征（如十字架和耶稣母亲马利亚画像）的画面。接着画面转到两组关押在相距数百英里远的俘虏身上。第一组俘虏关押在利比亚东部的伊斯兰国巴卡省，人数约十几人全都身穿橙色囚衣待在海边。第二组俘虏人数16人身穿黑色囚衣，关押在利比亚南部的伊斯兰国法扎省的沙漠中，同时还有16名武装人员持枪对着他们的头。字幕写道「来自敌对埃塞俄比亚正统合性教会的十字教徒」。一名蒙面黑衣枪手用枪指着镜头说:
一切赞颂归于真主，普世的主宰和供养者，愿和平与祝福降临先知穆罕默德。致十字教之国，我们再次回到这片沙地，先知的同伴们曾在此留下足迹，我们要告诉你们：穆斯林的鲜血不会白流，你们的宗教曾沾染他们的鲜血。事实上，他们的血是最纯洁的，因为他们身后有一个继承复仇的民族。我们以真主的名义发誓：在我们手中蒙羞者，将永无安宁，即使在梦中也不会，除非他们皈依伊斯兰教。
枪手援引了穆罕默德的话，表示先知会保护那些“谨守拜功，完纳天课”的人，除非伊斯兰另有规定。随后，他声称伊斯兰国的战斗是“信仰与亵渎以及真理与谬误之间”的斗争，并将战斗至消灭“多神论”和完全顺服真主为止。
过后，影片在第一组俘虏被斩首，鲜血流入地中海和第二组俘虏爆头画面交替。影片最后，纳什万表示:
我们告诫各地的基督徒，如果真主意愿，伊斯兰国将会扩张。即使你们身处堡垒之中，它也会找到你们。那些皈依伊斯兰教或缴纳吉兹亚税的人将是安全的。但是那些拒绝的人……除了刀剑的锋刃，他们将不会从我们这里得到任何东西。男人将被处死，妇女和儿童将被奴役，财产将被没收。这是真主和先知的判决。

## 受害者
这些受害者是试图移民欧洲的基督教外籍劳工。根据埃塞俄比亚政府说法，死者中有30人为埃塞俄比亚公民，但只有两人通过亲属指认知晓名字，他们分别是伊亚苏·伊库诺阿姆拉克和巴尔恰·贝莱特。据悉他们来自柯科斯，经苏丹进入利比亚，目标是乘船前往意大利，后再前往英国。难民和移民热线称有7名厄立特里亚人死于这场屠杀，其中3人曾是以色列的寻求庇护者，但在2014年被驱逐出境。一名匿名博主告诉法国国际广播电台，死者中有8人是出生在埃塞俄比亚的厄立特里亚人。
2018年12月24日，利比亚刑事调查部门宣布，通过审讯被拘留的伊斯兰国武装分子获得的信息，在苏特一处农场发现了埋着影片中34个死者的万人冢。遗体出土后，将运回埃塞俄比亚。

## 反应

### 埃塞俄比亚
在死者信息确认前，政府发言人雷德万·侯赛因谴责此次处决，无论死者是否是埃塞俄比亚公民。信息确认后， 政府表示对「我们无辜的国民遭受野蛮行径深感悲痛」，并宣布从4月22日起全国哀悼三天和降半旗致哀。
埃塞俄比亚礼天主教会为死者举行了弥撒，包括亚的斯亚贝巴总主教贝尔哈内耶苏斯·德梅雷乌·苏拉菲尔、埃塞俄比亚正统合性教会主教阿布纳·马蒂亚斯以及埃塞俄比亚伊斯兰事务最高委员会主席穆罕默德·阿明在内的多位宗教人士谴责了这次杀戮。埃塞俄比亚正统合性教会圣主教会议通过了一项决定，每年纪念这些遇难者，并将他们定为“埃及土地上的埃塞俄比亚殉道者”。
4月22日，约10万名示威者在亚的斯亚贝巴的梅斯克尔广场参加了由政府主导的抗议活动，谴责利比亚屠杀事件。总理海尔马里亚姆·德萨莱尼在集会上发言称："本周我国公民在利比亚遭遇的暴行，不仅揭示了恐怖主义的本质，更暴露了行凶者的邪恶行径与目的。"他同时呼吁民众抵制"本土滋生的极端主义"，并警告国民切勿通过撒哈拉沙漠进行非法移民。在集会上有反政府示威者朝警察投掷石块。警察则发射催泪弹作为回应，并逮捕了100多人，部分示威者需送院治疗。

### 国际
利比亚外交部长穆罕默德·戴里表示，他对“野蛮杀戮”感到“震惊”，并呼吁国际社会协助该国打击恐怖主义。白宫发言人谴责了此次杀戮，称“这些恐怖分子仅因为这些人的信仰就杀害他们，这彻底暴露了恐怖分子恶毒而毫无意义的残暴行径”，并敦促利比亚各方达成政治和解，并摒弃恐怖主义。法国总统弗朗索瓦·奥朗德对杀戮事件表示愤怒，并呼吁利比亚全国达成和平协议，以恢复利比亚的稳定。阿尔及利亚、捷克、希腊、日本、俄罗斯、西班牙和土耳其外交部也相继发表了声明。
教宗方济各强烈谴责伊斯兰国对基督徒"持续不断的迫害"，并在致阿布内·马蒂亚斯的信函中对屠杀事件表示悲痛与忧虑。非洲联盟、欧洲联盟及联合国也相继发表声明，一致谴责这一暴行。